# Эглисвиль
Эглисвиль (нем. Egliswil) — коммуна в Швейцарии, в кантоне Аргау.
Входит в состав округа Ленцбург.  Население составляет 1310 человек (на 31 декабря 2007 года). Официальный код  —  4195.